# Holmans Herred

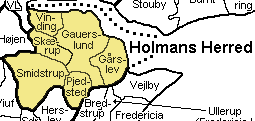
Holmans Herred

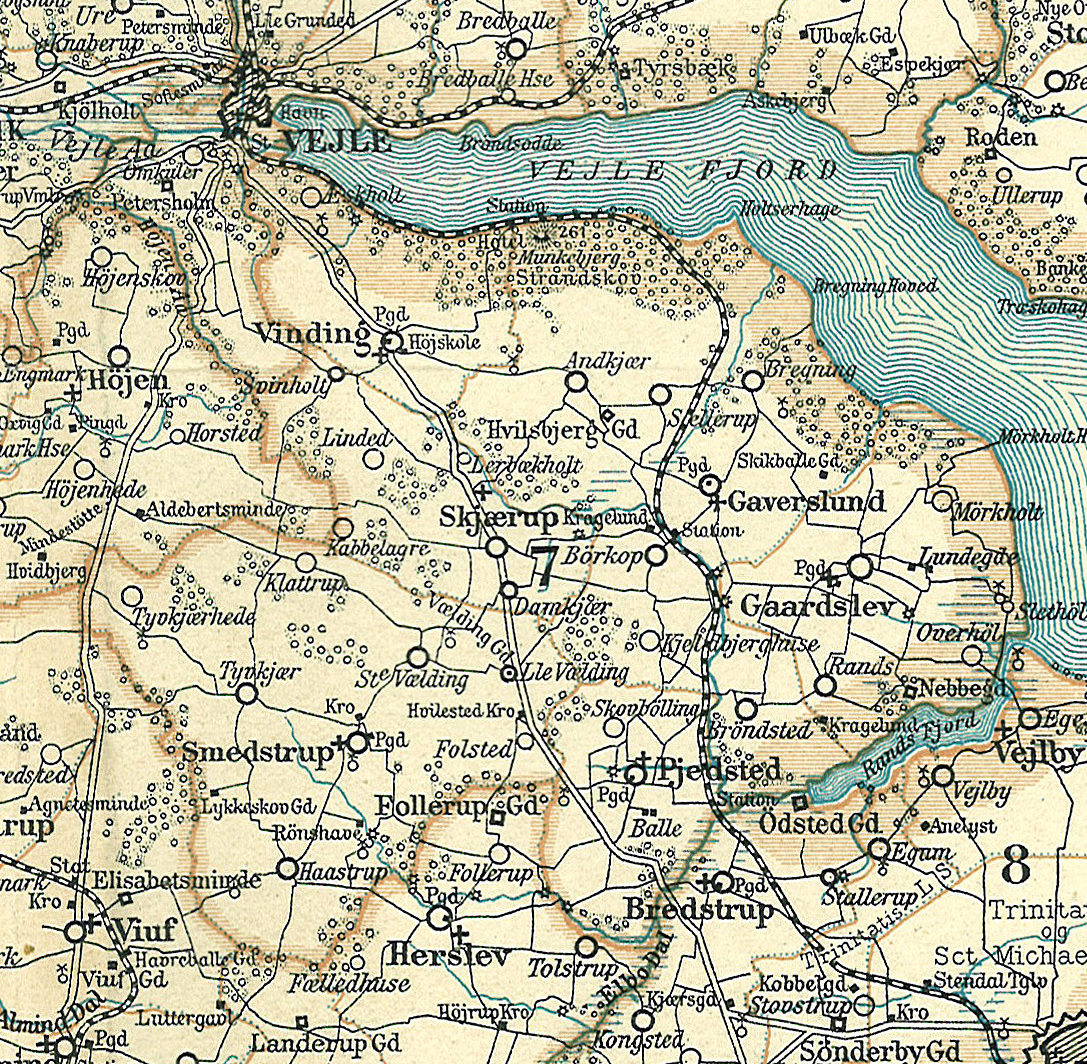
Holmans Herred rond 1900

Holmans Herred was een herred in het voormalige Vejle Amt in Denemarken. Oorspronkelijk is het een onderdeel van Jerlev Herred geweest. In 1329 wordt het voor het eerst genoemd als
Holmbomothæreth In 1970 werd het gebied deel van de nieuwe provincie Vejle.

## Parochies
Holmans was oorspronkelijk verdeeld in zes parochies. Mølholm werd later zelfstandig, eerde was het deel van Vinding.
- Gauerslund
- Gårslev
- Mølholm (niet op de kaart)
- Pjedsted
- Skærup
- Smidstrup
- Vinding